# Atol Saint-François
L'atol Saint-François és un dels dos atols del grup anomenat Alphonse a Seychelles que formen part de les Illes Exteriors.

## Geografia
L'atol Saint-François es troba 403 km al sud de Victoria, capital de Seychelles. Està situat a només dos quilòmetres al sud de l'atol Alphonse, l'altre atol del grup Alphonse, separat d'aquest per un profund canal anomenat Canal de la Mort. L'atol està deshabitat i té dues illes, Saint-François i Bijoutier.
La superfície total de les illes de l'atol és de 0,5 km². La superfície total de l'atol, amb una longitud de 10.5 quilometres (7 milles) i amplada de 5.0 quilometres (3 milles), és 53 quilometres quadrats (20 milles quadrades), incloent-hi l'escull i la llacuna.

### Illa Saint-François
L'àrea de l'illa és 0.47 quilometres quadrats (0.18 milles quadrades). Saint-François és fàcilment accessible en menys de 30 minuts de distància, amb vaixell des de Alphonse. Té un litoral 10.0 quilometres (6 milles), i està situat a 9.0 quilometres (6 milles) al sud de l'illa Bijoutier.

### Illa Bijoutier
La del nord i l'illa més petita pren el seu nom de la paraula francesa bijoutier, que significa "joier". La zona de l'illa és 0.03 quilometres quadrats (0.01 milles quadrades). L'illa és accessible només per vaixell durant la marea alta. L'illa és tant petita que pren només uns minuts a peu completar el seu voltant. Té un litoral de 0.7 quilometres (0 milles).

## Història
El 1562 el conjunt del grup Alphonse (Alphonse, Saint-François i Bijoutier) va ser col·lectivament anomenat en cartes portugueses com San Francisco. Això podria explicar d'on seriva el nom de l'illa Saint-François que li va donar el Cavaller Alphonse de Pontevez, comandant francès de la fragata Le Lys que la va visitar el 28 de juny de 1730 i el nom de Saint-François possiblement seguia el nom portuguès del grup. Algunes fonts (que donen una data incorrecta per a la visita) afirmen que va ser per a commemorar la festa religiosa de Sant Francesc de Sales, el 29 de gener.
L'origen del nom de l'illa Bijoutier és desconegut.
Una característica de l'atol Saint-François és el nombre de naufragis, les restes dels quals són recordatoris dels perills de la mar.
Saint-François una vegada va mantenir una població d'un grapat d'homes que es dedicaven a la recol·lecció cocos, però la plantació mai va ser productiva.

## La Flora i la Fauna
El 2007, la Island Conservation Society va establir un centre de conservació a Alphonse per gestionar la conservació de l'illa i un altre a la veïna Saint-François.
Hi ha una petita població de 13 de parells de xatracs de Suimatra. Una petita colònia de baldrigues de Baillon va ser redescoberta durant el 2013, la primera va confirmar la cria rècord des de la dècada de 1950. Els ocells migratoris són nombrosos i inclouen globalment un nombre molt important de dromes i xatracs. Les majors concentracions a Seychelles de pòlit cantaire, picaplatges i pigre gris també s'han registrat aquí. L'única au de la terra és el pardal i aquesta és la seva residència més meridional a les Seychelles. Un nombre molt important de tortugues carei i tortugues verdes fan el niu a Saint-François i a Bijoutier, i les aigües de l'atol proporcionen important aprovisionament i hàbitat per a tortugues immadures d'ambdues espècies.

## Transport
A les illes s'hi pot arribar en vaixell des d'Alphonse.

## Galeria d'imatges

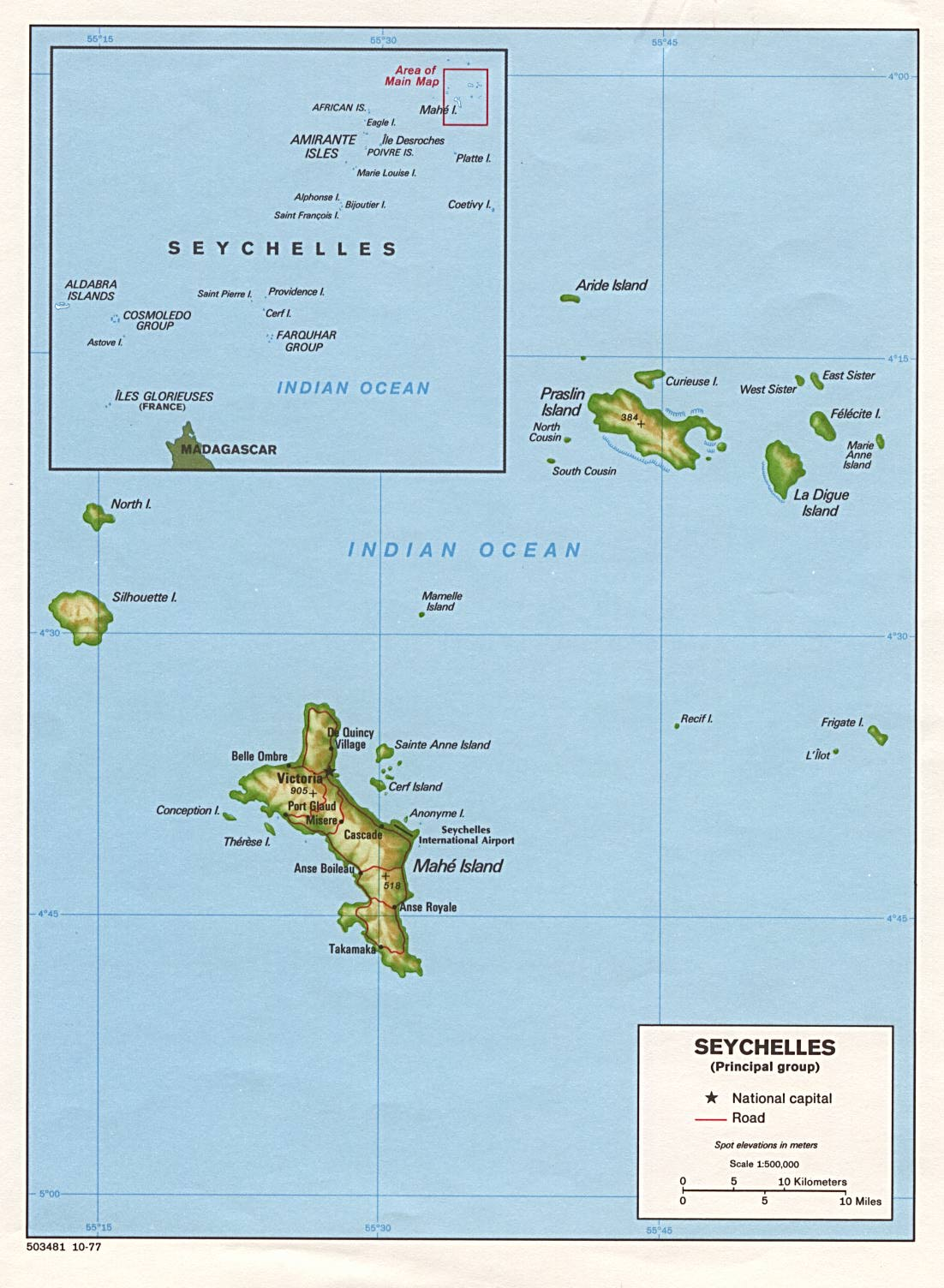
Mapa general
Mapa del Districte
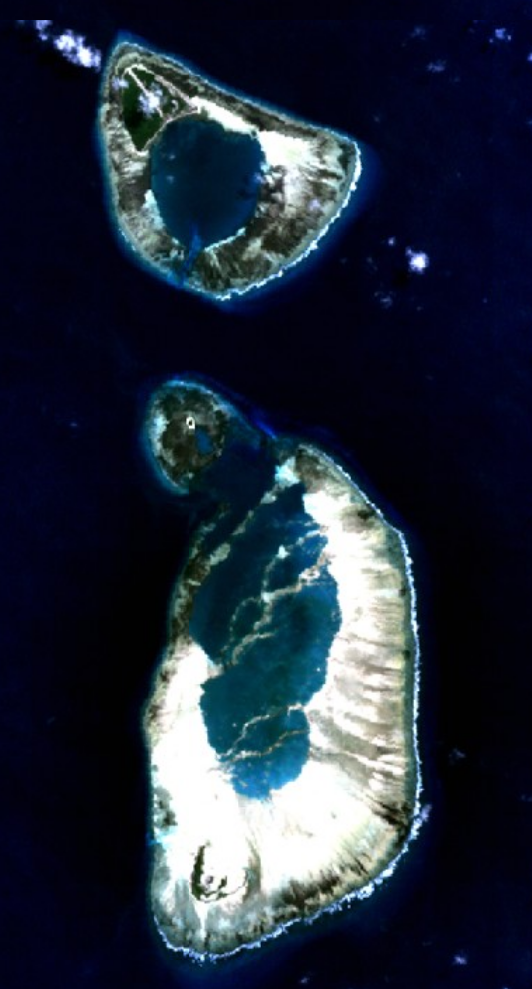
Imatge per satèl·lit del grup Alphonse (Atol Alphonse nord)
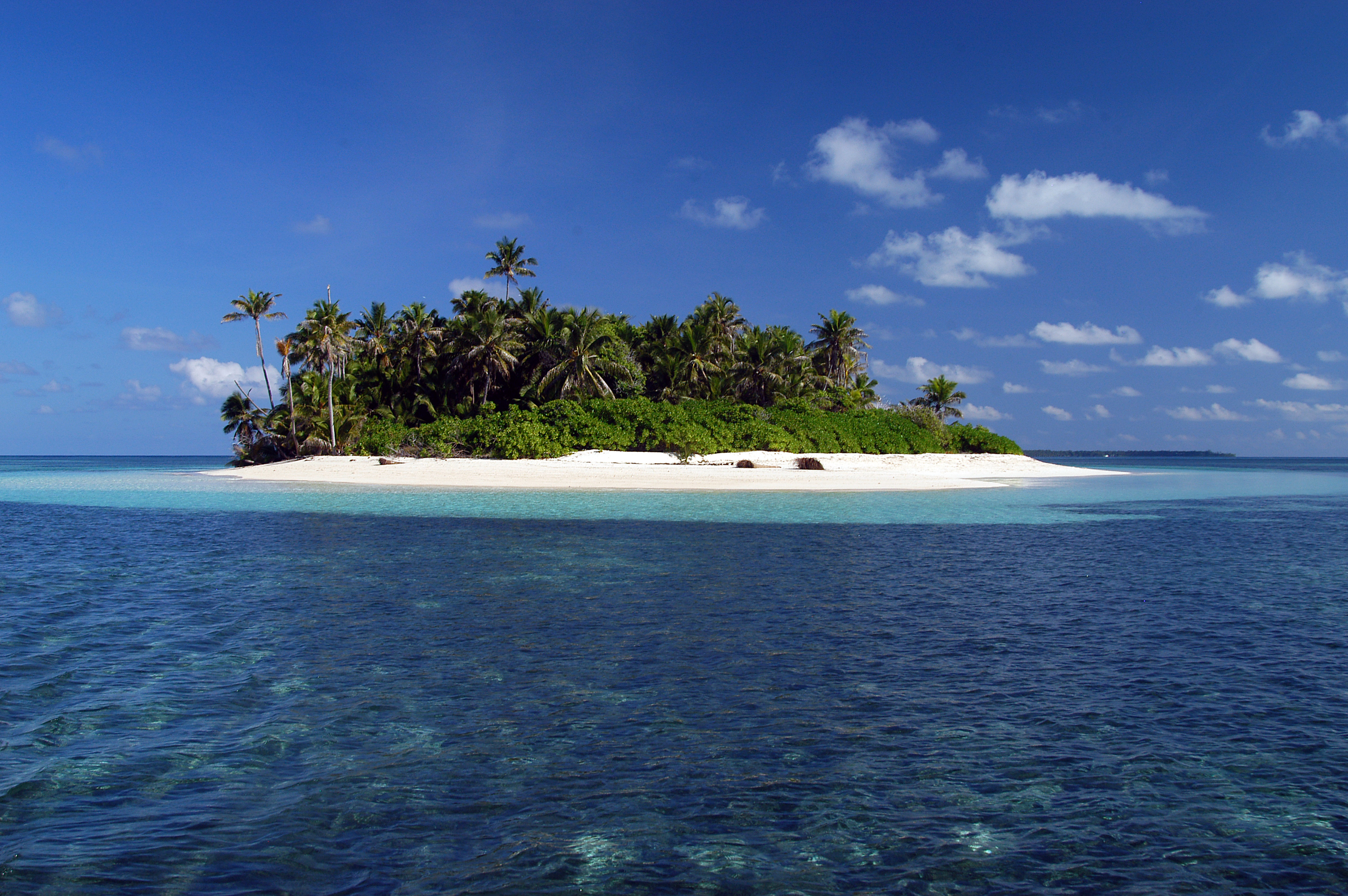
Bijoutier